# Xabier Castillo
Xabier Castillo Aranburu (* 29. März 1986 in Durango) ist ein spanischer Fußballspieler, der bei UD Las Palmas spielt.

## Spielerkarriere
Xabier Castillo startete seine Karriere als Fußballer beim baskischen Traditionsclub Real Sociedad. Von 2004 bis 2006 spielte er dort im B-Team in der Segunda División B. Anschließend wurde er an den Zweitliga-Aufsteiger UD Las Palmas verliehen, wo er sich durchsetzen und sich einen Stammplatz erarbeiten konnte. Nach einer tollen Saison und dem Klassenerhalt mit Las Palmas holte ihn sein mittlerweile abgestiegener Club zurück und beförderte ihn in die erste Mannschaft, die mittlerweile in die Segunda División abgestiegen war. Auch dort konnte sich Xabier Castillo durchsetzen und kam in den folgenden zwei Jahren auf 71 Ligaspiele. 2009 wechselte Castillo in die Primera División zum baskischen Rivalen Athletic Bilbao.